# Elvire de Cerny
Elvire-Louise-Léonarde de Preissac, condessa de Cerny, conhecida como Elvire de Cerny (1818-1899) foi uma escritora e folclorista francesa.
Ela morou perto de Dinan durante muitos anos e escreveu sobre o folclore bretão em jornais locais. O seu livro Contes et légendes de Bretagne (1856-1898) foi publicado em 1899 e re-impresso várias vezes, inclusive em 1995. A sua obra de 1861, Saint-Suliac et ses traditions: contes et légendes d'Ille-et-Vilaine foi re-impresso em 1987. Diz- se que o folclorista bretão Paul Sébillot a chamou de "la doyenne du folklore français".
Ela era uma defensora da teoria de que Napoleão não nasceu na Córsega, mas na Bretanha, onde teria sido baptizado na igreja de Sainte-Sève.